# Єлшанка (Ніколаєвський район)
Єлшанка (рос. Елшанка) — село в Ніколаєвському районі Ульяновської області Російської Федерації.
Населення становить 52 особи. Входить до складу муніципального утворення Ніколаєвське міське поселення.

## Історія
Від 2004 року входить до складу муніципального утворення Ніколаєвське міське поселення.

## Населення
| 1780 | 1859  | 1884  | 1900  | 1913  | 1996 | 2002 |
| ---- | ----- | ----- | ----- | ----- | ---- | ---- |
| 78   | ↗1076 | ↗1125 | ↗1383 | ↗1820 | ↘98  | ↘74  |
| 2010 |       |       |       |       |      |      |
| ↘52  |       |       |       |       |      |      |